# ポスター

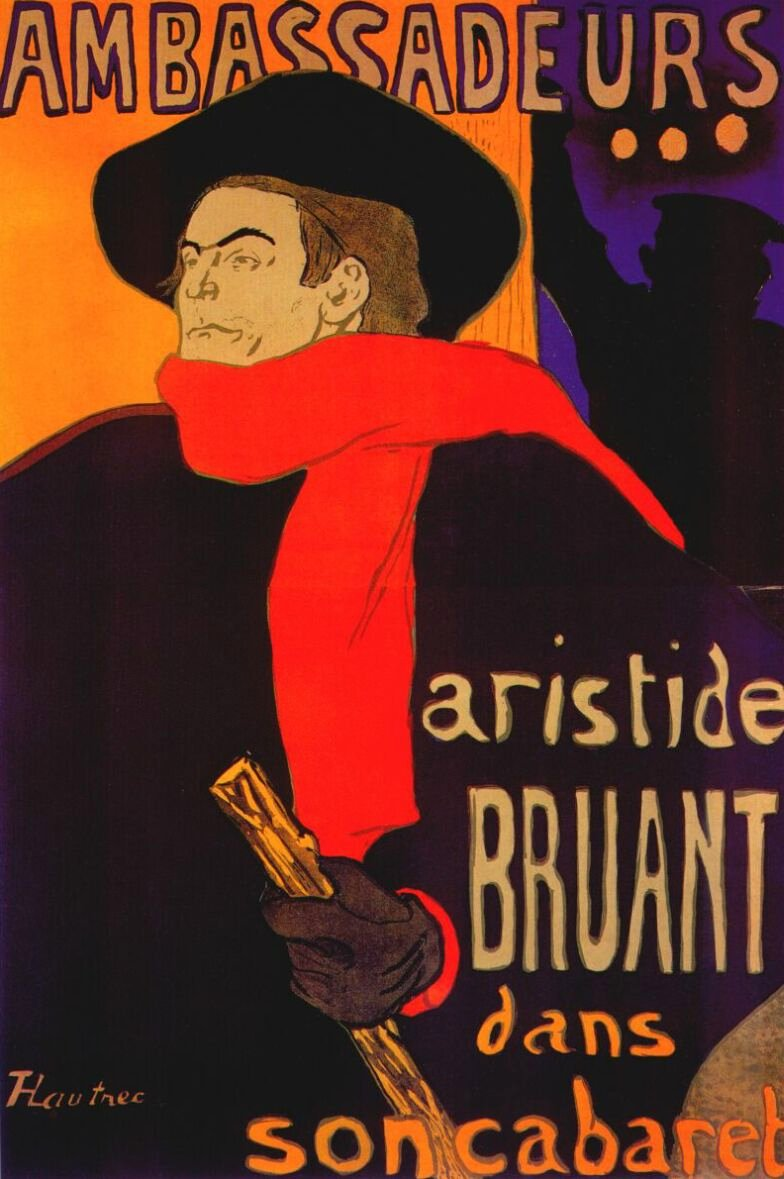
ロートレック作のポスター

ポスター（英: poster）は、屋外・屋内を問わず、壁面や柱などに掲示するために制作された、視覚的な広告・宣伝媒体。
通常は、大判の紙またはそれに類するものへ印刷され、同一のものが大量に制作される。背景には絵画、イラストレーション、写真が主として用いられ、タイトルやメッセージが記載されることがある。近年ではデジタルサイネージと呼ばれる「大型モニター」に画像や動画を映す電子的なポスターが見られる。
掲示ではなく配布のために制作されるチラシ、紙や印刷によらない看板（ネオンサイン・壁面絵画を含む）、おのおのの製品そのもののパッケージ・ラベルなどの媒体とは異なる。
なお、鉄道車両内に掲示される吊り広告や、学校・職場の壁新聞は、通常、ポスターとは呼ばない。

## ポスターの例

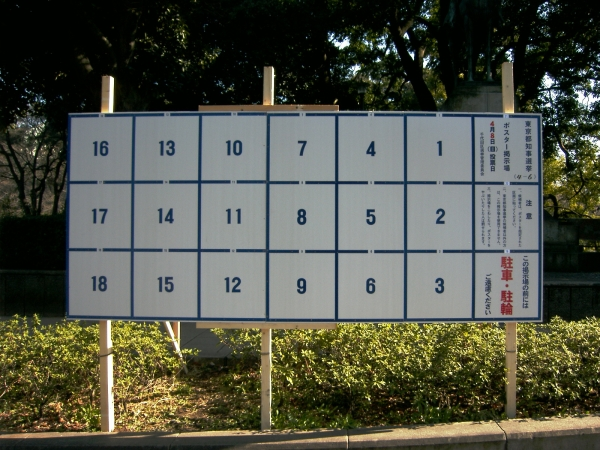
都知事選の掲示板

### 選挙
選挙に際して掲示板に掲出されるポスター。

### 告知・宣伝

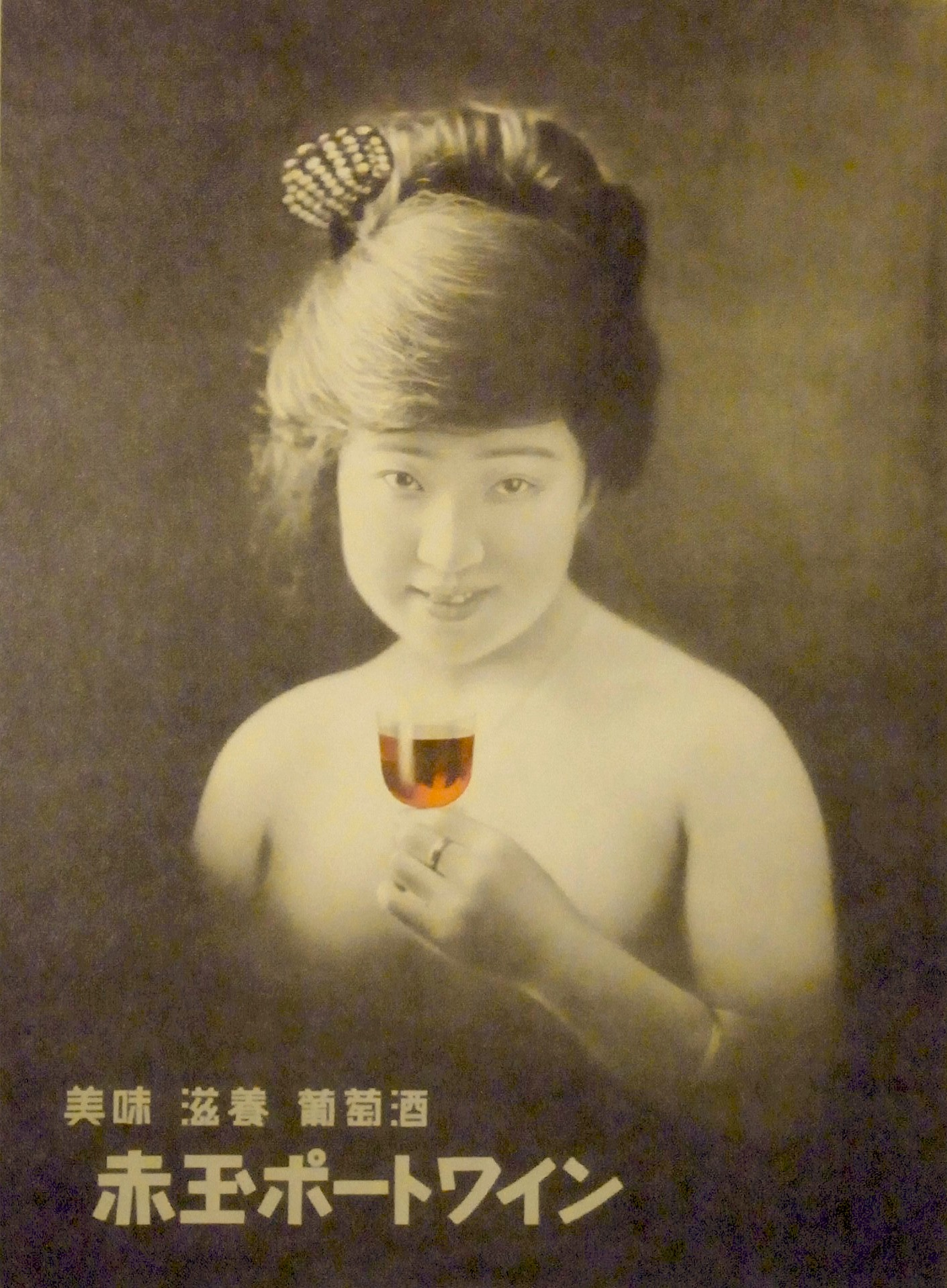
赤玉スイートワイン（1922年）

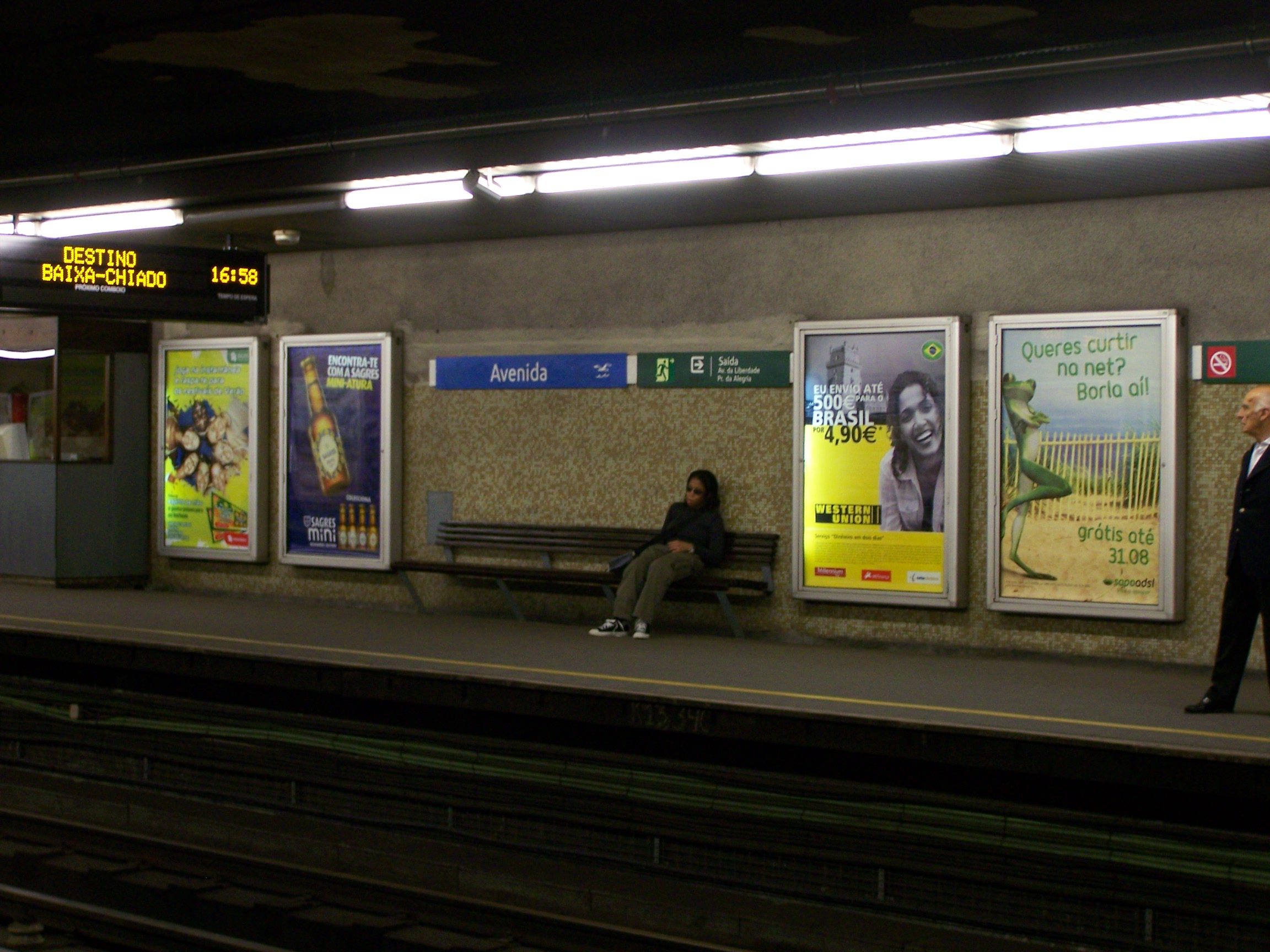
太い枠入り

商品・サービス
企業の販売促進のためにポスターを作成・掲出し、商品・サービスの提供を予告・開始・終了する際に用いられる。
旅行会社や交通機関
観光地や交通機関、宿泊施設などのポスターを掲出し、旅行需要を喚起する。
飲食店
夏になるとビールメーカーのキャンペーンガールのポスターが見られる。
映画・演劇・コンサート
現在上演・上映中の作品や、次回予定されている作品のポスターが劇場や繁華街に掲出される。コンサートなら出演するアーティスト、映画や演劇なら俳優や作品中のシーンが写真やイラストで掲載される。会場で鑑賞記念グッズとして販売されることもある。
なお、映画の場合はポスターの正式公開に先駆けて速報的に作成された縦長（B2の約2分の1）サイズのものが、スピードポスターとも呼称されている。
スポーツイベント
映画・演劇・コンサートなどと同様の目的で、出場する選手などをあしらったポスターが掲出される。オリンピックについては大会のシンボルとしての側面もあり、過去に様々な意匠のポスターが制作されている（オリンピックポスターを参照）。
啓蒙
交通安全運動や衛生週間など、地域や学校、職場などで標語を記載したものが掲出される。そのようなテーマを決めたポスターの募集が小学校、中学校などで行われることも多い。官公庁が作成する啓蒙ポスターには、多くの場合、その時代において人気がある、若い女性アイドルが起用される。
募集
広く公衆から催事の参加者を募るほか、社員・職員の求人広告として掲出される。
プレイバイウェブ
プレイヤー獲得のため秋葉原駅構内やコミックマーケットの開催時期に掲出される。
プロパガンダ
思想・信条を大衆に浸透させるために、プロパガンダポスターとして掲示される。

### 研究発表

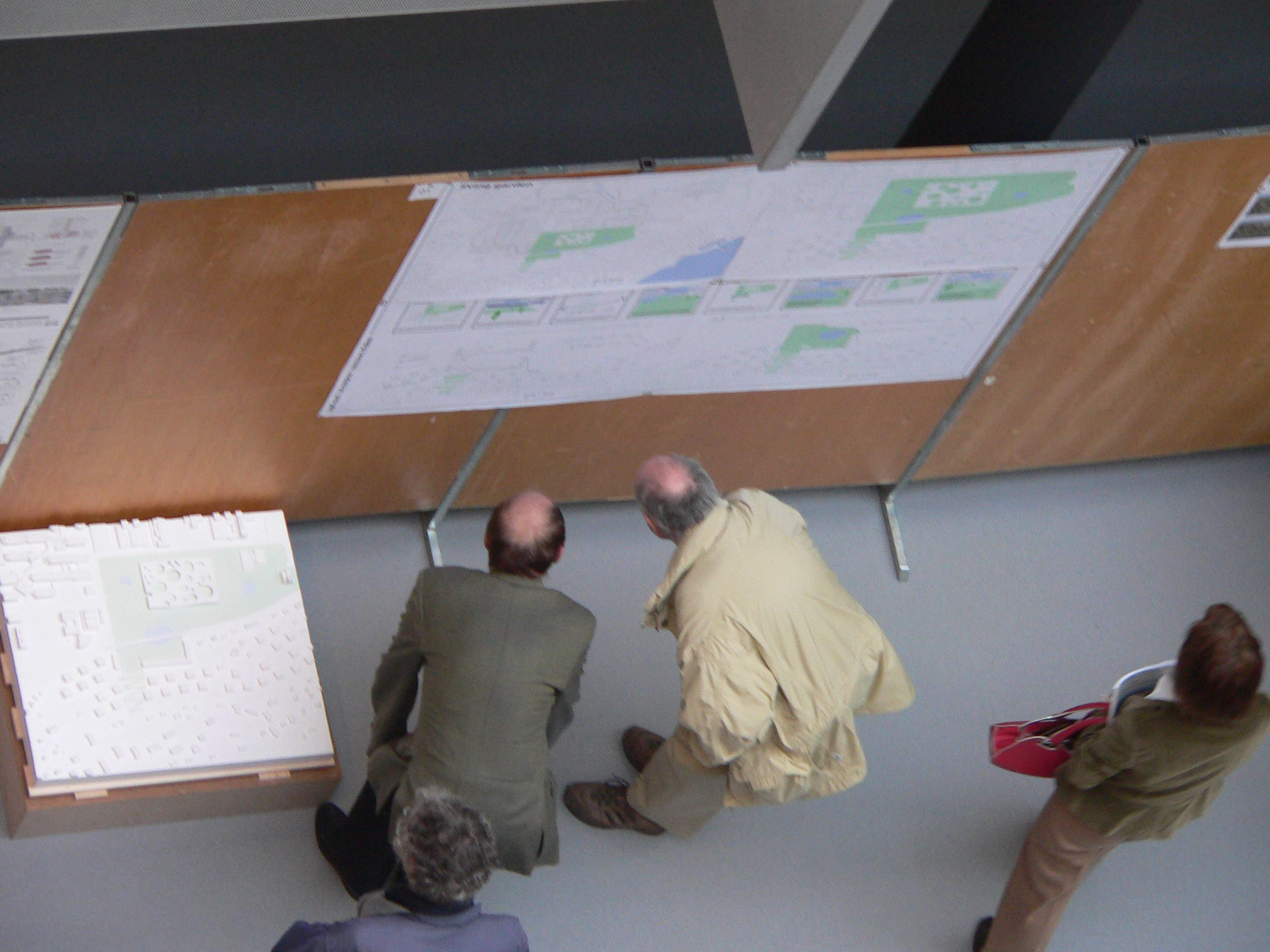
ポスターセッション

学会における研究発表において、「ポスター発表」、「ポスターセッション」という形式がとられる場合がある。大判の紙に研究内容をまとめたものを掲示し、これを使って研究の説明がおこなわれる。1つの会場に多数のポスターが掲示されており、参加者は興味を引く研究を自由に見て回ったり、発表者と個別に討議したりすることができる。

### その他
単に装飾品として掲出・販売されることもあるが、風景なら旅の思い出や、芸能人やアニメ・ゲームなら自分がその人のファンであることをアピールする要素となる。雑誌やDVDなどの購入特典として添付されることもある。

## ポスターのサイズ
主に、以下太字表記のサイズが、一般的に「ポスター」と呼ばれて製作されている傾向がある。
- A0：縦 841×横 1189
- A1：縦 594×横 841
- A2：縦 420×横 594
- A3：縦 297×横 420
- A4：縦 210×横 297
- B0：縦 1030×横 1456
- B1：縦 728×横 1030
- B2：縦 515×横 728
- B3：縦 364×横 515
- B4：縦 257×横 364
- 菊全：縦 980×横 680

（単位：mm）

## 歴史
日本において「ポスター」という呼び方が広まった時期は、1914年（大正3年）頃である。

### ポスターの取引
美術的、歴史的価値が評価され、評価の高いものは高値で取引される。発行時から高い人気のあったアルフォンス・ミュシャの例は言うまでもなく、日本においても過去のポスターが評価、収集の対象になることがある。1970年の朝日新聞の新聞広告では、明治41年の東亜煙公司、明治44年の日本郵船、大正3年の白木屋、昭和10年の東和映画のポスターを出品するオークションの開催が告知されている。

## デジタルポスター
如上のように、伝統的なポスターの定義には紙や印刷によらないものは含まれないが、新たな広告媒体として「デジタルポスター」が一部の鉄道事業者によって運用されている。これは、コンコースその他の駅構内の支柱に設置された液晶ディスプレーに無線通信網で配信される静止画データが映し出されるもので、紙媒体によるポスターと比較して時間帯や曜日別のコンテンツ表示が可能であり、設置や撤去が迅速で、有線設備を設置せずに効率よく適時に広告スペースを広告主に提供することができるという。